# Uranotaenia qui
Uranotaenia qui är en tvåvingeart som beskrevs av Dong, Dong, Zhou, Wang och Lu 2003. Uranotaenia qui ingår i släktet Uranotaenia och familjen stickmyggor. Inga underarter finns listade i Catalogue of Life.